# Oncideres pallifasciata
Oncideres pallifasciata es una especie de escarabajo longicornio de la subfamilia Lamiinae. Fue descrita científicamente por Noguera en 1993.
Se distribuye por México. Posee una longitud corporal de 10,7-13,5 milímetros. El período de vuelo de esta especie ocurre en los meses de junio, julio, octubre, noviembre y diciembre.
Oncideres pallifasciata se alimenta de plantas y arbustos de las subfamilias Caesalpinioideae y Mimosoideae.